# Mikrowoltowa zmienność załamka T
Mikrowoltowa zmienność załamka T, inaczej naprzemienność załamka T (ang. T-wave alternans, w skrócie TWA) – nieinwazyjne badanie diagnostyczne serca, wykorzystywane w wykrywaniu chorych zagrożonych nagłym zgonem sercowym. Często wykonuje się u pacjentów po zawale mięśnia sercowego i innych z poważnym uszkodzeniem mięśnia sercowego zagrożonych wystąpieniem groźnych zaburzeń rytmu serca. U chorych u których potwierdzono zagrożenie nagłym zgonem
stosuje się implantację automatycznego kardiowertera-defibrylatora (ICD), który wygasza powstające niebezpieczne zaburzenia rytmu serca.
Badanie mikrowoltowej zmienności załamka T wykorzystuje badanie EKG, w czasie którego bada się zmienność załamka T (zmienność repolaryzacji), która polega na zmianach wektora i amplitudy załamka T w EKG. Wielkość tych zmian jest mała i mierzona jest w mikrowoltach, dlatego konieczne jest wykorzystanie czułych metod badania sygnału elektrycznego aby wykryć TWA.
TWA po raz pierwszy zostało opisane w roku 1908 jednak wtedy nie był dostępny sprzęt diagnostyczny o dużej czułości, więc wykrywanie zmienności mikrowoltowej nie było możliwe.